# 阿弥陀寺 (京都市左京区)
阿弥陀寺（あみだじ）は、京都市左京区大原の北側に位置する古知谷（こちだに）にある浄土宗の寺院。山号は光明山。院号は法国院。古知谷阿弥陀寺ともいう。

## 歴史
1609年（慶長14年）3月、弾誓（たんぜい）上人が開山した念仏道場である。弾誓は尾張国の出身で、9歳で出家後、諸国を行脚して修行の後、この地に来た。開山から4年後の1613年（慶長18年）5月23日、弾誓は当寺で62歳で示寂した。弾誓は体質を樹脂化したうえで自ら石棺に入り即身仏となったと伝えられる。当寺の本堂脇の巌窟内の石棺には弾誓の遺骸（即身仏）が安置されている。日本で最南端かつ最西端の即身仏とされるが、明治初年に現在の石棺に収められた後は一切公開されていない。体の保存状態が良くなかったことが原因と考えられているが、詳しい理由はわかっていない。石棺にはすぐ近くまで行くことができる。
本堂には開山弾誓の像（弾誓が自らの毛髪を埋め込んだ自作の植髪像と伝える）も本尊として安置している。浄土宗寺院では一般に阿弥陀如来だけを本尊とするが、当寺は阿弥陀とともに弾誓像を本尊として安置することから「弾誓仏一流本山」と称する。
本堂から300メートルほどの山上にある禅公窟は、享保年間（1716 - 1736年）、弾誓を慕ってこの地にやってきた近江国の念仏行者澄禅が参禅したところと伝えられている。澄禅は1721年（享保6年）2月4日にやはり即身入定を果たしているとされるが、その即身仏は現在は残されていないとされ、禅公窟も一般には公開されていない。

## 文化財
- 本尊 - 本堂内陣中央に安置。前述のとおり、開山弾誓自作の植髪像と伝えられる。
- 木造阿弥陀如来坐像 - 鎌倉時代。本堂内陣の向かって右に安置。重要文化財。

## 伽藍
- 山門 - 下層を白漆喰塗り込めとした中国風の楼門。門前の石柱には「弾誓仏一流本山」とある。
- 本堂
- 弾誓上人石廟
- 瑞雲閣 - 茶室。
- 実相の滝
- 禅公窟 - 澄禅が修行し即身入定を果たした所という。
- 古知谷のカエデ - 樹齢800年以上[3]。樹高19.2m、胸高幹周3.70ｍに達し、紅葉の名所の一つである古知谷でも最大・最古の個体と考えられる[4]。京都市指定天然記念物[4]。
- 宝物館

## 所在地
- 京都市左京区大原古知平町83

## 交通
- 京都市営地下鉄烏丸線国際会館駅から、京都バス19系統「大原･小出石行」で約25分、「古知谷（こちだに）」バス停下車、山門をくぐった後、参道を徒歩で約15分。大型車用の駐車場は山門脇にあるが普通車は寺のすぐ下まで登ることができる。なお、参道は非常に急な坂で、積雪があると歩行や車両の通行が危険となるため、例年1月と2月は拝観を停止する。正月三が日は積雪がない場合のみ拝観可能。